# Castle Park
Castle Park, précédemment appelé Castle Amusement Park, est un parc d'attractions et un centre de divertissement familial situé à Riverside, en Californie, aux États-Unis. Le parc, inspiré du thème du château médiéval, comprend des attractions telles qu'un minigolf, une salle d'arcade et 21 attractions, dont les montagnes russes Merlin's Revenge. Le bâtiment principal, décoré sur le thème du château, abrite la salle de jeux vidéo. Le parc a été conçu, construit et exploité par Bud Hurlbut, qui a conçu plusieurs attractions à Knott's Berry Farm. 

## Histoire
Castle Amusement Park a été construit par Bud Hurlbut en 1976 en tant que centre de divertissement familial, comprenant un bâtiment sur le thème du château abritant une grande salle de jeux vidéo à deux niveaux et un mini-golf extérieur,. En 1985, le parc s'agrandi en ajoutant une zone de manèges adjacente, comprenant une collection d'attractions classiques telles qu'un carrousel Dentzel construit en 1910, un chemin de fer miniature et un parcours de billes de bois, devenant ainsi un véritable parc d'attractions.
En 1999, le parc est vendu à Ogden Corporation et inaugure cette même année Ghost Blasters, une attraction interactive conçue par Sally Corporation. L'attraction est équipée de pistolets laser permettant aux participants de tirer sur des cibles pour accumuler des points.  
En 2000, le parc, ainsi que les autres propriétés d'Ogden sont transférées à  Aramark Corp. sous Alfa SmartParks. En 2001, le Castle Amusement Park est renommé plus sobrement Castle Park. En 2002, les parcs Alfa SmartParks sont rachetés par Palace Entertainment, filiale de Parques Reunidos. 
Début 2025, le parc est vendu à Herschend Family Entertainment Corporation. Herschend revend le parc à Lucky Strike Entertainment Corporation deux mois plus tard, en juillet 2025.

## Montagnes russes

### En fonctionnement
| Nom de l'attraction | Type          | Constructeur | Année |
| ------------------- | ------------- | ------------ | ----- |
| Merlin's Revenge    | Métal, junior | Vekoma       | 2001  |

### Anciennes
| Nom de l'attraction | Type                   | Constructeur       | Ouverture | Fermeture |
| ------------------- | ---------------------- | ------------------ | --------- | --------- |
| Little Dipper       | Métal, junior          | Miler Coaster (en) | 1987      | 2020      |
| Screamin' Demon     | Wild mouse tournoyante | Fabbri Group       | 2008      | 2023      |
| Tornado             | E-Powered              | Zamperla           |           | 2001      |

## Autres attractions notables
- Dragon Flyer : Flying Scooters du constructeur Larson (2008)
- Dragons Tower : Double Shot de S&S - Sansei Technologies
- Falling Star : Falling Star de Chance Rides
- Fire Ball : Manège Fireball composé uniquement d'un looping de montagnes russes de Larson
- Flying Saucer : UFO du constructeur Huss Park Attractions
- Ghost Blasters : Parcours scénique interactif de Sally Dark Rides
- Kings Crown : Manège apparenté aux Chaises volantes
- Log Ride : Bûches de Hopkins Rides
- Sea Dragon : Bateau à bascule
- Spider : Pieuvre du constructeur Everly Aircraft
- Tilt-A-Whirl : Tilt-A-Whirl